# System Design Kit
Ein System Design Kit (SDK, deutsch etwa Systementwicklungspaket, je nach Hersteller auch Reference Design Kit, Starter Kit oder Evaluation Kit) ist ein Angebot aus zueinander passender Hardware und Software, um ein Computersystem – meist für den Bereich der eingebetteten Systeme – für seine individuellen Bedürfnisse zu entwickeln.
Vor allem für Mikrocontroller werden solche SDKs angeboten. Sie bestehen typischerweise aus einer fertigen (oder als Bausatz ausgelieferten) Prototypenplatine mit dem Mikrocontroller und einer minimalen oder typischen Umgebung aus peripherer Elektronik und vor allem Schnittstellen.
Zusätzlich gehört zum Paket ein Software Development Kit, mit dem sich Software für diesen Mikrocontroller erstellen lässt. Das Software Development Kit läuft typischerweise auf einem Personal Computer, der über eine Debug-Schnittstelle (z. B. JTAG) mit der Prototypenplatine verbunden wird.
Als dritte Komponente enthält das Paket in der Regel Dokumentation zu Hardware (einschließlich Prototypenplatine) und Software des Prozessors. Heute wird diese Dokumentation oft in Form von Textdateien auf der CD zur Software ausgeliefert, früher in Form von Büchern oder Loseblattsammlungen in Ordnern.

## Beispiele
- Intel SDK-80 (1975)
- Intel SDK-85 (1977)
- Intel MCS-86 System Design Kit (1979)
- Intel SDK-51 (1981)
- Intel Personal Development System (iPDS)
- Rockwell AIM-65 (1976)